# Michael Kloepfer
Michael Kloepfer (* 1. September 1943 in Berlin) ist ein deutscher Rechtswissenschaftler.

## Leben
Michael Kloepfer, Sohn von Lydia Kloepfer, geborene Willer, und des evangelischen Schulrats Fritz Kloepfer, studierte von 1962 bis 1967 Rechtswissenschaften an der Freien Universität Berlin, promovierte bei Peter Lerche über Fragen der Grundrechtsdogmatik 1969 zum Doktor der Rechtswissenschaften und 1973 erfolgte seine Habilitation über die Vorwirkungen von Gesetzen an der Universität München, wo er im selben Jahr seine Lehrtätigkeit als Dozent aufnahm und die ihm 1969 den Preis der Universität verlieh. Von 1974 bis 1976 war Kloepfer Professor an der Freien Universität Berlin, von 1976 bis 1992 ordentlicher Professor für Öffentliches Recht, Finanz-, Wirtschaft- und Umweltrecht an der Universität Trier. Dort war Kloepfer von 1989 bis 1992 zugleich Direktor am Institut für Umwelt- und Technikrecht (IUTR); von 1979 bis 1983 war er Wissenschaftlicher Direktor des Instituts für Agrarrecht und Umweltrecht.
Von 1977 bis 1996 war Kloepfer Richter im Nebenamt am Oberverwaltungsgericht Rheinland-Pfalz.
Kloepfer wirkte zudem 1979/1980 als Dekan des Fachbereichs Rechtswissenschaften der Universität Trier. Vom 1. November 1992 bis zu seiner Emeritierung zum 30. September 2011 hatte Kloepfer den Lehrstuhl für Staats- und Verwaltungsrecht, Europarecht, Umweltrecht sowie Finanz- und Wirtschaftsrecht an der Humboldt-Universität zu Berlin inne. Seine Forschungsgebiete umfassen auch Technikrecht, IT-Recht sowie Katastrophenrecht.
Habilitierte Schüler Kloepfers waren Theodor Schilling (Berlin), Klaus Meßerschmidt (Erlangen), Thilo Brandner († 2009), Matthias Rossi (Augsburg), Claudio Franzius (Bremen) und Kai von Lewinski (Passau).

## Wirken und Positionen
In den 1990er Jahren war Kloepfer maßgeblich an der Erarbeitung des Professorenentwurfs und des Kommissionsentwurfs für ein Umweltgesetzbuch beteiligt. Mit der Systematisierung des Umweltrechts beschäftigte sich Kloepfer zudem in zahlreichen wissenschaftlichen Veröffentlichungen wie insbesondere in seinem Lehrbuch zum deutschen Umweltrecht. So ist Michael Kloepfer Herausgeber der Schriften zum Umweltrecht (SUR).
Kloepfer widmet sich im Rahmen seiner Arbeiten zur Verfassungsdogmatik vor allem den Fragen der Verfassungsentfaltung und Verfassungsvervollkommnung. Im Bereich der Grundrechtsdogmatik leistete Kloepfer aufbauend auf seiner Dissertation „Grundrechte als Entstehenssicherung und Bestandsschutz“ (1970) Beiträge zur Konturierung der Vorstellung des Grundrechtsvoraussetzungsschutzes als Garantie von Verfassungsvoraussetzungen. Der verfassungsdogmatischen Bewältigung tatsächlicher Wirkungen von Gesetzesvorhaben widmet sich seine Habilitationsschrift Vorwirkung von Gesetzen (1974).
Außerdem drängt Kloepfer auf eine strukturelle Stärkung der parlamentarischen Mitwirkung gegenüber der Exekutive. So kritisierte Kloepfer die Art und Weise der Entscheidungen von Bundeskanzlerin Angela Merkel zum beschleunigten Atomausstieg nach der Nuklearkatastrophe von Fukushima im Jahr 2011 und zur Flüchtlingskrise in den Jahren 2015/2016 aus rechtlicher Perspektive, insbesondere mit Blick auf rechtsstaatliche Grundsätze (Art. 20 Abs. 3 GG) und den Parlamentsvorbehalt.
Ein Grundgedanke, welcher Kloepfers Arbeiten zum Verwaltungsrecht und zum Verfassungsrecht gleichermaßen durchzieht, ist die verstärkte Aufmerksamkeit für informale und indirekte Formen hoheitlichen Handelns (indirekte Verhaltenssteuerung). So untersuchte er im Verfassungsrecht den Umgang mit „unerwünschten Parteien“ (2016), im Finanzverfassungsrecht die Zulässigkeit sozialgestaltender, „lenkender Gebühren“ (1972) und insbesondere im Umweltrecht verschiedene Instrumente indirekter Verhaltenssteuerung (etwa Informationshandeln, Abgaben, Zertifikatehandel).
Im Forschungsfeld Recht und Literatur hat sich Kloepfer mit Schiller und Rilke befasst.

## Michael-Kloepfer-Preis
Das Institut für Umwelt- und Technikrecht (IUTR) vergibt seit 2012 alle zwei Jahre den Michael-Kloepfer-Preis, der jeweils mit 4.000 € dotiert ist. Ziel des Preises ist es, deutschsprachige, rechtswissenschaftliche Monographien auszuzeichnen, die das Umwelt- und Technikrecht wegweisend fortentwickeln. Zugleich dient die Auszeichnung der Förderung fachübergreifender Zusammenarbeit.

## Veröffentlichungen (Auswahl)
- Grundrechte als Entstehungssicherung und Bestandsschutz. 1970.
- Vorwirkung von Gesetzen. 1974.
- Zum Grundrecht auf Umweltschutz. 1978.
- Systematisierung des Umweltrechts. 1978.
- Deutsches Umweltschutzrecht. 1972–1980.
- Öffentliches Recht. 1976 und 1979.
- Gleichheit als Verfassungsfrage. 1981.
- Kernkraftwerk und Staatsgrenze. 1981.